# Bergby gård
Bergby gård är en gård i Norrtälje kommun, nära Hallstavik och Väddö.
Gården tillskapades under 1700-talet efter rysshärjningarna. Flera av byns större ägor samlades tillsammans och en större fastighet bildades. Det ledde till byggnad av ett ståtligt hus med yttre takhöjd och boende som påminde om mer kända herrgårdar i järnbältet i Roslagen. Under 1800-talet utvecklades jordbruket och gårdens än bevarade timmerbyggnader minner om framgångsrik djurhållning och utvecklat jordbruk.
Runt byggnaderna finns flerhundraåriga lönnar i en allé från 1700-talet, en parkanläggning mot Väddöviken och ett tiotal arter av på orten sällsynta lövträd. Här finns även kattugglor, andra fåglar, en rik rådjursstam, tranor som på våren landar på de öppna ängarna mot havsviken och ett öppet vårdat landskap.
I dag bedrivs hotell- och konferensverksamhet på gården. En campingplats finns också på platsen.